# Oriole Records (Estados Unidos)
Oriole Records fue un sello discográfico de los años 1920 y 1930 con base en los Estados Unidos.
La fidelidad del audio de Oriole Records era inferior a lo normal en la época, pero estaba a la par de otros competidores como Plaza y ARC.

## Historia
El sello Oriole apareció por primera vez en 1921, vendiéndose a 25 centavos por cada grabación. Originalmente, los registros de Oriole fueron grabados por Cameo Records, pero este arreglo duró solo un mes o dos. La mayoría de los registros fueron lanzados desde otros sellos, principalmente en el sello Emerson. Alrededor del registro número 115, comenzaron a ser lanzados por el sello Grey Gull y frecuentemente solían tener emparejamientos inusuales en sus materiales. En el registro número 250, los materiales de Oriole de repente empezaron a ser comercializados por Plaza Music Company, que también comercializó al sello Banner, y cuyos lanzamientos eran de sellos "baratos". Oriole y Banner, al igual que Jewel, Sears & Roebuck y otros, frecuentemente utilizaban números de disco en sus etiquetas, en lugar de los nombres reales de los artistas que grababan las pistas emitidas.

## Adquisición por ARC
Plaza se fusionó con la American Record Corporation (ARC), y durante el período 1930-1932, ARC dejó un gran número de sus sellos; sin embargo, Oriole continuó, debido al éxito del contrato de McCrory. A medida que la Gran Depresión y la popularidad de la radio fueron impactando en las ventas, la mayoría de los sellos fueron discontinuados. Otro factor es que los compradores de discos más jóvenes buscaron versiones específicas de sus canciones favoritas, por lo tanto artistas como Miller y Goodman constituían la mayoría de los discos vendidos. Los últimos registros de Oriole fueron emitidos en enero de 1937. Todos los sellos de bajo precio se dejaron de emitir en abril de 1938, y la ARC fue adquirida por Columbia Broadcasting System ese mismo año.
Junto con los otros sellos baratos de ARC (Banner, Melotone y Perfect), Oriole se encuentra con bastante frecuencia, lo que indica lo popular que eran.